# Société de la reliure originale
 (mai 2016).

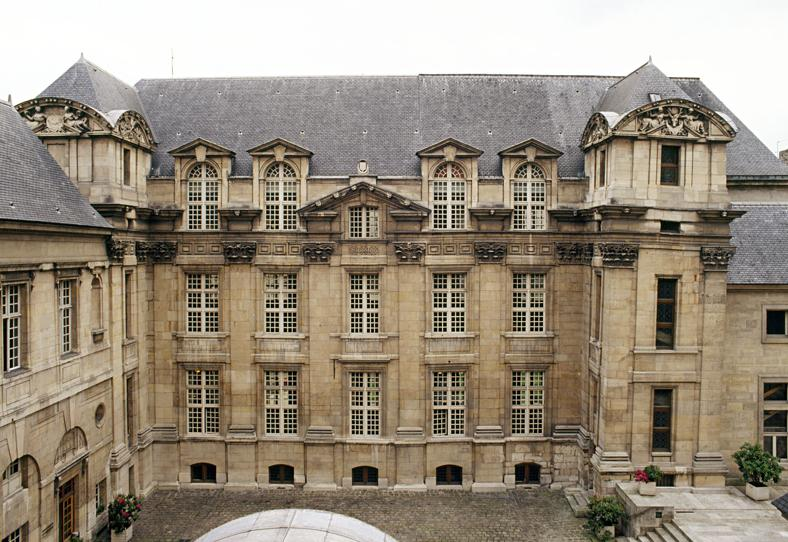
La Bibliothèque historique de la ville de Paris, où s'est tenue une grande partie des expositions de l'ARO.

La Société de la reliure originale, rebaptisée Société des amis de la reliure originale (ARO) en 1979, est une association dévolue à la promotion de la reliure de création. 

## Historique et expositions
Fondée en 1946 à l’instigation de Julien Cain, alors administrateur général de la Bibliothèque nationale de France, et de Paul Bonet, relieur décorateur, la Société est alors exclusivement composée, en plus de ce dernier, de cinq autres grands relieurs : Rose Adler, Robert Bonfils, Georges Cretté, Henri Creuzevault et Jacques Anthoine-Legrain. Dès le départ, la société se veut d'un niveau et d'une qualité extrême, ne soutenant que les relieurs de premier ordre. 
De 1994 à 2007, l'ARO, en collaboration avec la Bibliothèque historique de la ville de Paris, fait découvrir les œuvres de relieurs de renom (français, mais aussi belges, espagnols, etc) lors des expositions annuelles « Éphémère ». Celles-ci offrent aux visiteurs la chance de pouvoir tenir entre leurs mains des livres aux reliures précieuses (ceux-ci étant exposés sur des tables, et non dans des vitrines fermées). 
Du 6 juin au 8 juillet 2007, une grande exposition en hommage aux six relieurs fondateurs a lieu à la Bibliothèque historique de la ville de Paris, rassemblant un très grand nombre d’œuvres, dont beaucoup sont des prêts de la réserve de livres rares de la Bibliothèque nationale de France, de la Bibliotheca Wittockiana, de la bibliothèque de l'Arsenal, de la Bibliothèque historique de la ville de Paris, mais aussi de grandes collections privées,,.